# 루이스 헨리 세버런스

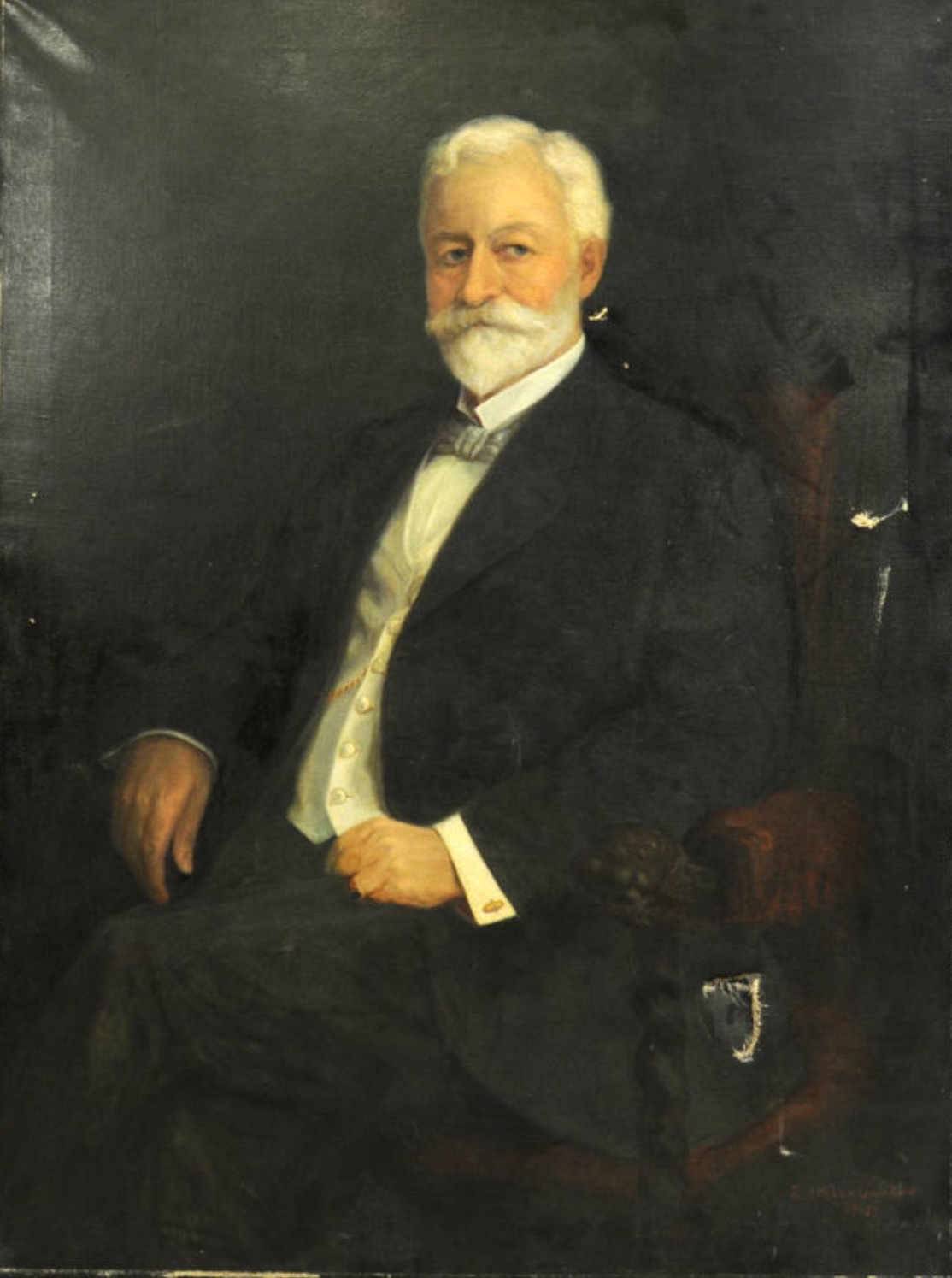

루이스 헨리 세버런스(영어: Louis Henry Severance, 1838년 8월 1일 ~ 1913년 6월 25일)는 서울의 세브란스병원(연세대학교 의료원) 설립에 기여한 미국의 부호이다. 스탠더드 오일의 창업자 중 한명이자 최초의 재무 관리자였다.

## 참고 자료
- 인물 아메리카 모든 유산을 자선사업에 남긴 부호, 루이스 헨리 세브란스
- https://en.wikipedia.org/wiki/Louis_Severance